# Den amerikanske revolution
|  | Denne artikel omhandler den politiske og sociale udvikling samt optakten og eftervirkninger af krigen, for at læse om selve krigshandlingene se artiklen om Den amerikanske uafhængighedskrig |
Den amerikanske revolution var en revolution i anden halvdel af 1700-tallet, hvorunder de 13 oprindelige kolonier, som i dag udgør et område langs den amerikanske østkyst, løsrev sig fra Storbritannien og oprettede Amerikas Forenede Stater som en føderal republik.
Begivenhederne tog afsæt i toneangivende lag i de 13 britiske kolonier i Nordamerika, der modsatte sig øget skatteudskrivning efter Den Fransk-indianske Krig (1754-63), hvor den militære trussel fra Frankrig imod de engelske kolonier ophørte. Kolonierne mente, at de ikke kunne pålægges nye skatter uden samtykke. Storbritannien mente, at kolonierne måtte betale en væsentlig del af omkostningerne for at forsvare dem og øgede derfor skatterne. Det var meget upopulært, ikke mindst fordi kolonierne ikke var repræsenteret i det britiske parlament. Pålæg af told og stempelafgifter udløste stempellovskrisen og kulminerede med Boston Tea Party i 1773, hvorefter det britiske parlament sendte briterne tropper til Boston og lukkede byens havn og indskrænkede Massachusetts' selvstyre. Dette fik kolonierne til at danne Kontinentalkongressen, som koordinerede modstanden og gav George Washington ledelsen over hastigt organiserede tropper. I løbet af denne periode samlede de tretten kolonier sig mod det britiske imperium og indledte en tid med væbnet konflikt, kendt som den amerikanske uafhængighedskrig, mellem 1775 og 1783. 
Revolutionens militære forløb, Uafhængighedskrigen, begyndte allerede i 1775 med væbnede sammenstød ved Lexington og Concord nær Boston. 15-20 % af befolkningen bestod af loyalister og briterne formåede alene at holde nogle få byer ved kysten, 80-90 % af landområdet blev kontrolleret af patrioterne. Med Den amerikanske uafhængighedserklæring den 4. juli 1776 blev bruddet med Storbritannien uigenkaldeligt.
I 1778 indgik amerikanerne en alliance med Frankrig, der udjævnende det militære og økonomiske styrkeforhold mellem Storbritannien og udbryderstaterne. To større britiske hærstyrker blev taget til fange ved Saratoga i 1777 og ved Yorktown i 1781 gik den britiske hær i en fælde, hvor en fransk flådeenhed i samarbejde med Washington tvang 8000 mand til overgivelse, hvilket i praksis afgjorde krigen. Året efter kom fredsforhandlinger i gang, og Parisaftalen, hvorved Storbritannien anerkendte USA's selvstændighed, blev undertegnet 3. september 1783.
Den amerikanske revolution indebar en række store intellektuelle og sociale ændringer i det unge amerikanske samfund, særlig interessen for et republikansk styre. De amerikanske patrioter var stærkt påvirkede af oplysningstidens ideer; de var imod enevælde og så ikke den franske regeringsform som en brugbar løsning. I nogen kolonier var der heftige debatter over demokratiets rolle i organiseringen af staten. Ændringen af opinionen i retning af et republikansk styre og et gradvis udvidet demokrati gav store ændringer i samfundsstrukturen og lagde grundlaget for de centrale ideer som USA fremdeles styres efter.